# Eleições parlamentares nos Estados Federados da Micronésia em 2009
As eleições parlamentares micronésias de 2009 foram realizadas em 10 de março. Como o país não tem partidos políticos estabelecidos, os 14 assentos em disputa conorreram à candidatos independentes.